# Aphantaulax trifasciata
Aphantaulax trifasciata är en spindelart som först beskrevs av O. Pickard-Cambridge 1872.  Aphantaulax trifasciata ingår i släktet Aphantaulax och familjen plattbuksspindlar. Utöver nominatformen finns också underarten A. t. trimaculata.